# Felix Krueger
Felix Krueger (Posen, 10 de agosto de 1874 - Basilea, 25 de febrero de 1948) fue un psicólogo alemán.
Trabajó junto a Hermann Ebbinghaus en la Universidad de Halle y con Wundt en la de Leipzig, a quien sucedió ocupando el puesto de Rector.
Junto a Friedrich Sander desarrolló una corriente crítica a la psicología de la Gestalt a partir de la psicología estructuralista (la llamada Escuela de Leipzig). Su visión del concepto científico aplicado a la psicología está presente principalmente en sus ensayos "Über Entwicklungspsychologie. Ihre sachliche und geschichtliche Notwendigkeit" ("Psicología del crecimiento excesivo. Su necesidad material e histórica", Leipzig, 1915) y "Zur Psychologie der Gemeinschaft" ("La psicología de la vida comunitaria", 1935).
La psicología encabezada por Krueger, llamada Psicología de la Ganzheit (o Psicología de la Totalidad) se distingue de otras direcciones psicológicas como el personalismo crítico de William Stern.
Marginado de la vida académica durante el régimen nacionalsocialista, se instaló en Basilea, Suiza, donde falleció en 1948.

## Obra

### Algunas publicaciones
- Der Begriff des absolut Wertvollen als Grundbegriff der Moralphilosophie. Teubner, Leipzig 1898, (publ. disertación, PhD. Múnich).

- Differenztöne und Konsonanz. In: Archiv für die gesamte Psychologie. 1903, v. 1, p. 207–275 y 1904, v. 2, p. 1–80.

- Beziehungen der experimentellen Phonetik zur Psychologie. Barth, Leipzig 1907, Sonderdruck aus: Bericht über den 2. Kongreß für experimentelle Psychologie in Würzburg 1906, p. 58–122.

- Über Entwicklungspsychologie, ihre sachliche und geschichtliche Notwendigkeit. In: Arbeiten zur Entwicklungspsychologie, v. 1 (1). Engelmann, Leipzig 1915.

- Der Strukturbegriff in der Psychologie. Fischer, Jena 1924, Sonderdruck aus: Bericht über den 8. Kongreß für experimentelle Psychologie in Leipzig 1923.

- Leibesübungen und deutscher Geist. In: Festschrift zur Einweihung der Turn-, Spiel- und Sportplatzanlage der Universität Leipzig, 6/7 de junio de 1925, p. 5–7.

- Zur Einführung. Über psychische Ganzheit. In: Neue Psychologische Studien (Felix Krueger, ed. Komplexqualitäten, Gestalten und Gefühle), v. 1 (1), Beck, Múnich 1926, p. 5–121.

- Das Wesen der Gefühle. Entwurf einer systematischen Theorie. Akademische Verlagsgesellschaft, Leipzig 1928, Sonderdruck aus: Archiv für die gesamte Psychologie, v. 65. 1928.

- Eugen Heuss (ed.) Felix Krueger. Zur Philosophie und Psychologie der Ganzheit. Schriften aus den Jahren 1918–1940. Springer-Verlag, Berlín u. a. 1953.

## Otras lecturas
- Ulfried Geuter. Das Ganze und die Gemeinschaft - Wissenschaftliches und politisches Denken in der Ganzheitspsychologie Felix Kruegers, in: C. F. Graumann (ed.) Psychologie im Nationalsozialismus, Berlin/Heidelberg 1985, p. 55-87.

- Michael Grüttner: Biographisches Lexikon zur nationalsozialistischen Wissenschaftspolitik, Synchron, Heidelberg 2004, p. 100 f.

- Steffi Hammer: Felix Krueger, in: Lück/Miller: Illustrierte Geschichte der Psychologie, Beltz, Weinheim 1999, p. 103-105.

- Ronald Lambrecht: Politische Entlassungen in der NS-Zeit, Vierundvierzig biographische Skizzen von Hochschullehrern der Universität Leipzig, Leipzig 2006, p. 120 ff.

- Datos: Q75462